# Flugplatz Lörrach
Der Flugplatz Lörrach (offiziell: Flugplatz Lörrach in Tumringen) war ein Flugplatz in Tumringen bei Lörrach. Er bestand von November 1920 bis Juli 1921 und diente für Passagier- und Postflüge. Der Flugplatz befand sich südwestlich vom Standort des heutigen Grüttpark-Stadions.

## Geschichte

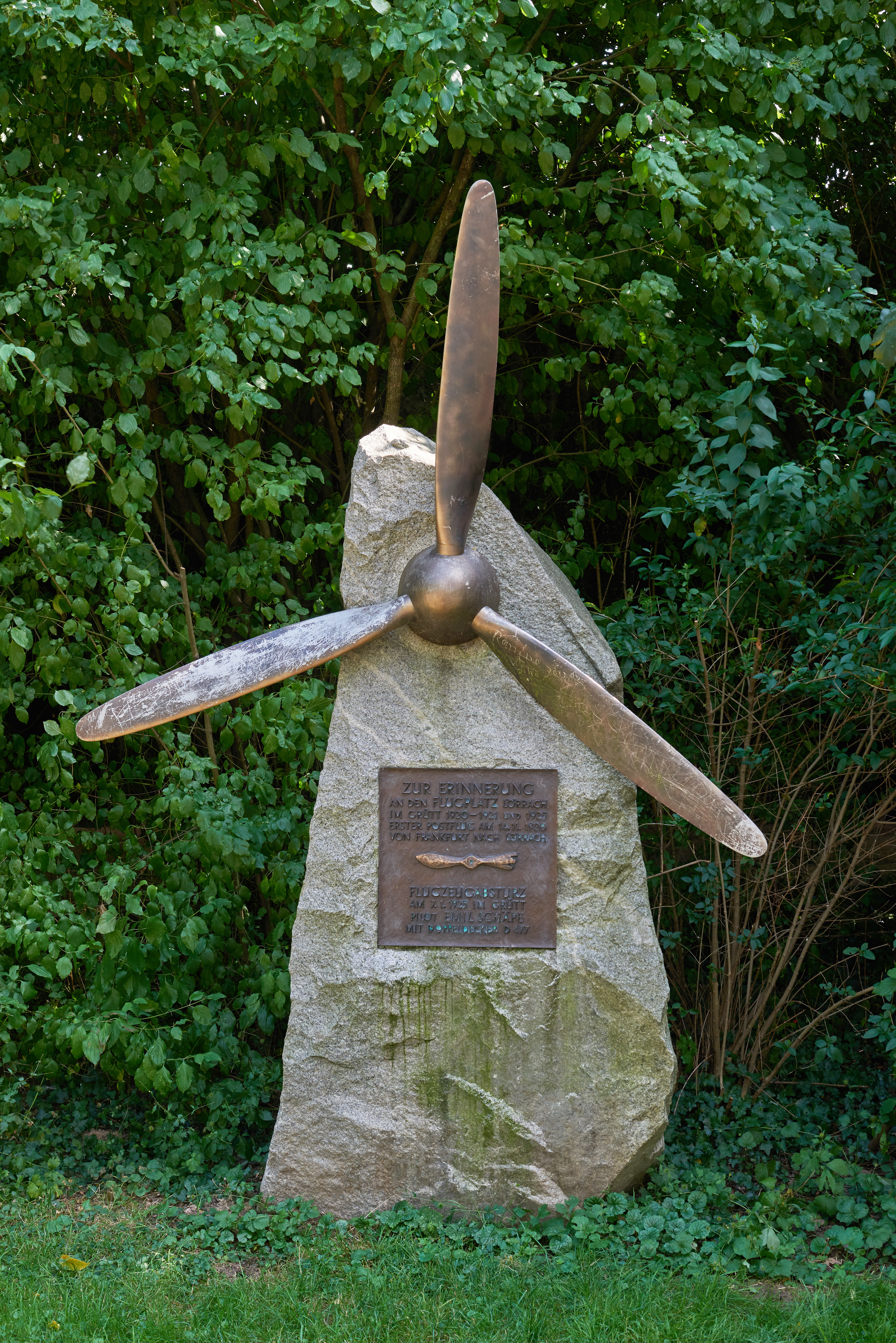
Denkmal am Lörracher Grüttpark-Stadion

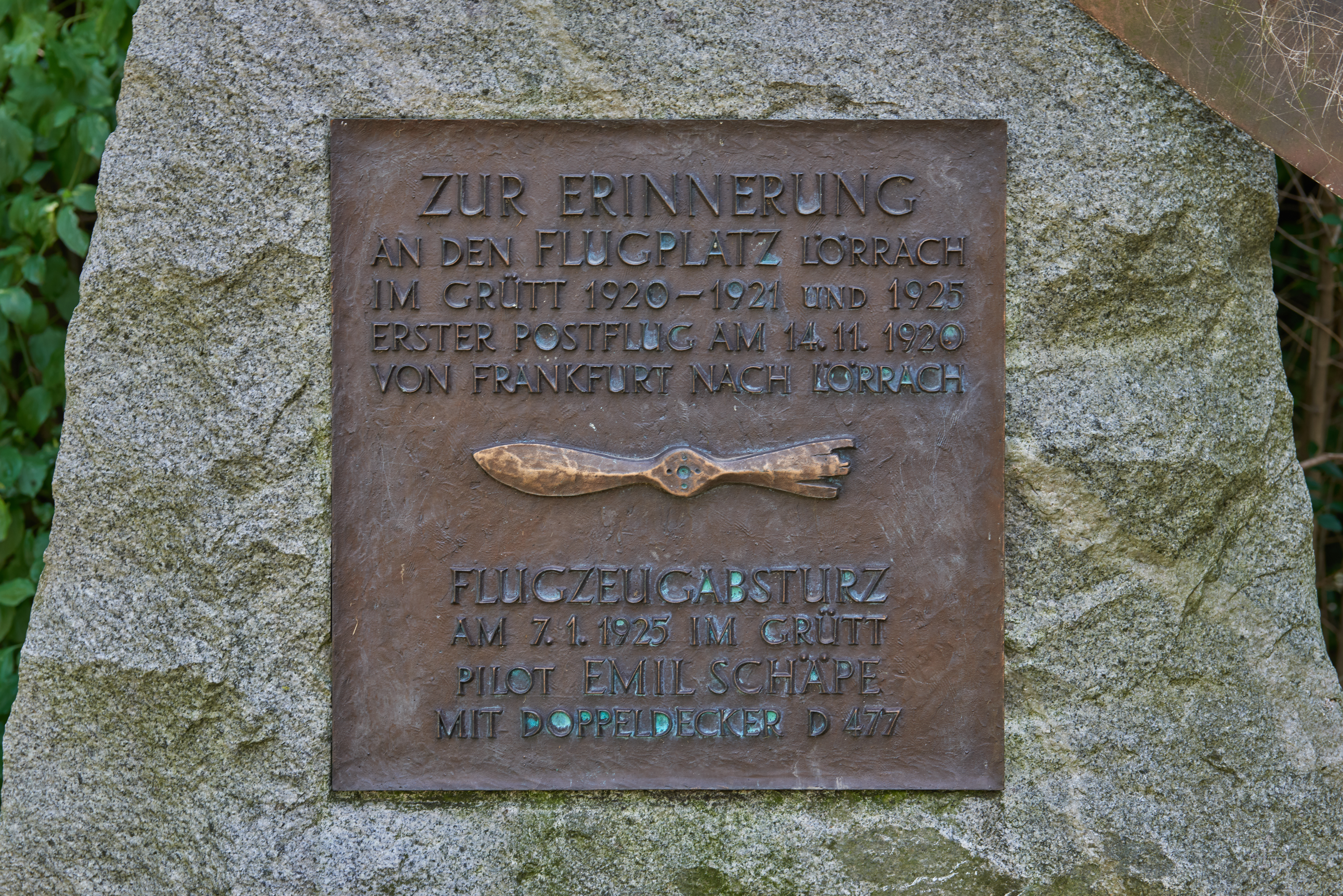
Inschrifttafel

Die Planungen für einen Flugplatz im damals noch selbständigen Dorf Tumringen wurden durch den Oberbürgermeister von Lörrach, Erwin Gugelmeier, unterstützt. In einem Brief vom 8. Juli 1919 an die Deutsche Luftreederei Berlin teilte er mit, dass die erforderlichen Maßnahmen zur „Errichtung einer Flugstation“ durch den Gemeinderat beschlossen seien. Er setzte sich dafür ein, dass das Flugplatzgelände im Grütt, welches im Besitz von Tumringen war, für 25 Jahre und 3000 Mark von der Stadt gepachtet wurde.
Der erste inoffizielle Testflug fand am 10. Juli 1920 mit einem Doppeldecker des Typs DFW C.V statt, der für Lörrach und Tumringen Post brachte. Am 14. November 1920 erfolgte die offizielle Einweihung des elf Hektar großen Flugplatzes. Dazu fand an diesem Tag ein Postflug von Frankfurt am Main nach Lörrach mit einer Zwischenlandung in Karlsruhe statt. Die DFW C.V mit dem Luftfahrzeugkennzeichen D-87, die um 8.25 Uhr von Karlsruhe gestartet war, erreichte Lörrach gegen 10.50 Uhr und flog nach erfolgtem Postwechsel gegen 11.45 Uhr wieder nach Karlsruhe. Die Strecke wurde von der 1919 gegründeten Badischen Luftverkehrs-GmbH (BALUG) betrieben und sollte dauerhaft etabliert werden. Die Presse bezeichnete dieses Ereignis damals als einen Meilenstein in der Geschichte des Flugwesens. Technischer Leiter des Flugplatzes und einer der Führer der BALUG war der ehemalige Jagdflieger und spätere Generalmajor Hermann Frommherz; der ehemalige Jagdflieger Ernst von Althaus war Vorstandsmitglied der BALUG.
Wegen starken Nebels in den Herbst- und Wintermonaten stellte sich der Flugplatz allerdings als unter solchen Umständen nicht nutzbar heraus. Noch im November 1920 entschloss sich die Stadt Lörrach, im Grütt eine Flugzeughalle zu bauen. Die Kosten dafür wurden mit etwa 30.000 Mark beziffert. Die errichtete Holzhalle diente sowohl der Stationierung wie der Wartung und Reparatur der Flugzeuge. Am 28. November 1920 fand zur Finanzierung der Flugzeughalle eine erste Flugschau statt.
Neben den Postflügen warb die BALUG auch mit Passagierflügen über dem Schwarzwald und dem Rheintal. Die Postflüge mussten wegen zu geringer Inanspruchnahme und des Verbots durch die Interalliierte Luftfahrt-Überwachungs-Kommission (ILÜK) bereits am 3. Januar 1921 wieder aufgegeben werden, so dass nur noch der Passagierflug mit Frommherz und Althaus als Piloten weiter aufrechterhalten wurde.
Im Juli beschloss das Militärbündnis Triple Entente, dass der Flugplatz sowie die Flugzeuge aufgrund des Versailler Vertrages zu zerstören seien. Am 8. Juli schließlich wurden die Weisungen befolgt und die Flugzeuge demoliert. Der Flugplatz blieb bis in das Jahr 1924 verwaist.
Am 7. Januar 1925 ereignete sich ein Flugzeugabsturz auf dem Flugplatz Lörrach. Der Pilot Emil Schäpe (1890–1925) startete mit seinem Mechaniker an diesem Tag zu einem Fotoflug und geriet wegen starker Winde in Schwierigkeiten. Bei dem Versuch einer Notlandung streifte er mit seiner D 477 einen Baum und schlug rund 1000 Meter östlich von Tumringen senkrecht auf. Einen Tag später erlag Schäpe im Lörracher Krankenhaus seinen Verletzungen. Der Mechaniker überlebte diesen Absturz verletzt.
Am 24. März 1954 wurde letztmals ein Flugtag auf dem Gelände des ehemaligen Flugplatzes abgehalten. Rund 3000 Zuschauer kamen damals zur Veranstaltung. Mittlerweile ist das Gelände vollständig abgetragen bzw. überbaut worden. Seit dem 10. Oktober 1988 erinnert ein Kleindenkmal mit dreiflügeliger Luftschraube auf dem Gelände des Grüttparks an den Flugplatz. Die Luftschraube wurde vom damaligen Verteidigungsminister Manfred Wörner gespendet. Der Gedenkstein befindet sich (Lage) am nordwestlichen Rand unweit des Eingangs zum Grüttpark-Stadion. Ebenfalls zur Erinnerung an die Pionierflugleistungen des Flugplatzes Lörrachs taufte die Lufthansa am 8. Mai 1991 eine Boeing 737-500 mit dem Kennzeichen D-ABII auf den Namen „Lörrach“.